# プーラ城塞

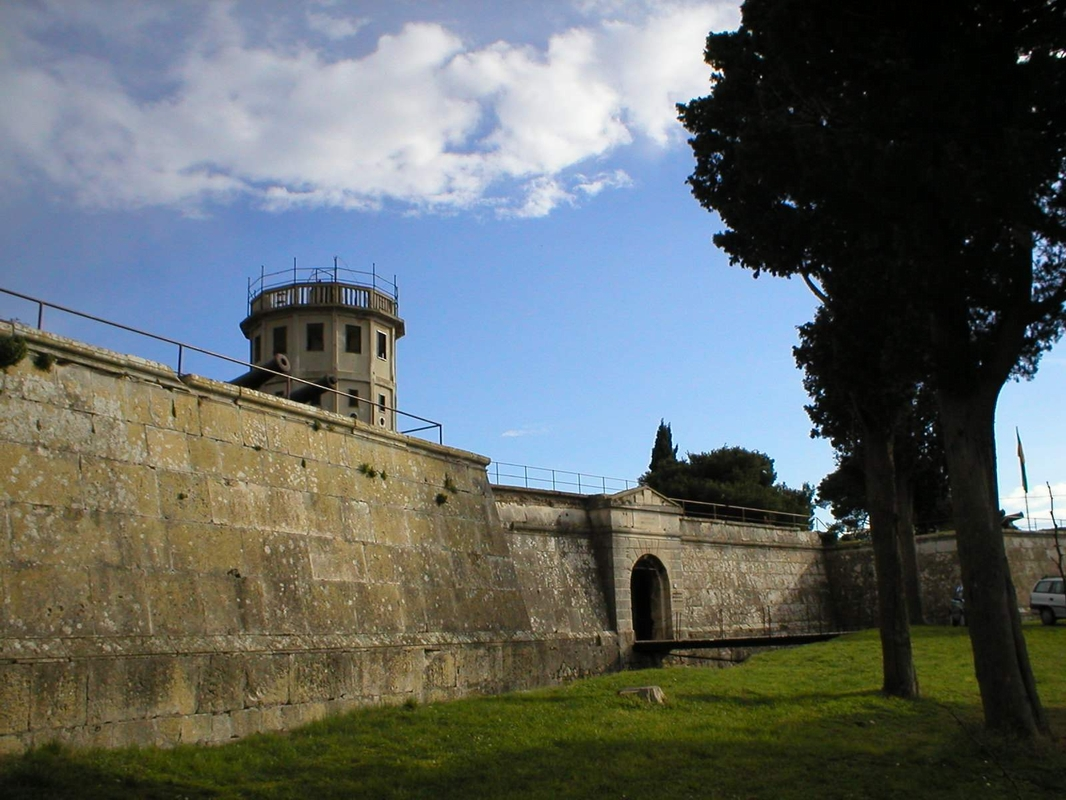
プーラ城塞

プーラ城塞（クロアチア語: Mletačka Utvrda u Puli，英語: Venetian Citadel of Pula）は、クロアチア北西部のイストリア半島先端のプーラにある中世に造られた砦（要塞）。

## 概要
プーラ城塞は、この街を需要な海洋拠点としていたヴェネツィア共和国が、フランス王国の軍事技術を導入して1630年に標高32.4mの旧市街の丘の上に建造した要塞である。この要塞が建造される前は、古代ローマ時代に造られた小さな砦がこの丘の上にあったと考えられている。
1961年より、プーラ城塞内はイストリア歴史博物館の展示施設となっている。